# Amy Tryon
Amy Tryon (n. 24 februarie 1970, Redmond, Washington, SUA – d. 12 aprilie 2012, Seattle, Washington, SUA) a fost o sportivă ce a reprezentat Statele Unite ale Americii, medaliată olimpică. A participat la 2 ediții ale Jocurilor Olimpice (2004, 2008) în care a câștigat o medalie de bronz.